# Liste des épisodes de La Vie secrète d'une ado ordinaire

Cette page recense la liste des épisodes de la série télévisée La Vie secrète d'une ado ordinaire.

## Première saison (2008-2009)
1. Premier amour (Falling In Love)
2. Erreur d'un soir (You Are My Everything)
3. Premières nausées (I Feel Sick)
4. La vidéo scandale (Caught)
5. Une décision douloureuse (What Have You Done to Me?)
6. La demande en mariage (Love For Sale)
7. La fuite (Absent)
8. La visite (Your Cheatin' Heart)
9. Tranches de vie (Slice of Life)
10. Retour au lycée (Back to School Special)
11. Savoir dire non (Just Say No)
12. Le mariage (The Secret Wedding of the American Teenager)
13. Les aveux (Baked Nevada)
14. Père et fils (The Father and the Son)
15. Trop c'est trop (That's Enough of That)
16. Adoption (Chocolate Cake)
17. Les parents adoptifs (Unforgiven)
18. Réconciliation difficile (Making Up Is Hard to Do)
19. Un job à tout prix (Money for Nothing and Chicks for Free)
20. Encore une décision (Maybe Baby)
21. La fête (Whoomp! (There It Is))
22. Souvenirs, souvenirs (One Night at Band Camp)
23. Un enfant nous est né (And Unto Us, A Child is Born)

## Deuxième saison (2009-2010)
1. Une nouvelle déconcertante (The Big One)
2. Ce qui est fait est fait (What's Done Is Done)
3. Jugez-moi coupable (Par For the Course)
4. Voyage en Italie (Ciao)
5. Place aux projets (Born Free)
6. Une fin d'année mouvementée (The Summer of Our Discontent)
7. Une rentrée en fanfare (Summertime)
8. Fidélité (A New Kind of Green)
9. Rivalités (Hot Nuts)
10. Une soirée ratée (Knocked Up, Who's There ?)
11. Cohabitation difficile (Cramped)
12. Un lourd passé (Be My, Be My Baby)
13. La Grande escapade (You Don't Know What You've Got…)
14. Incertitudes ('This Its Gone)
15. Amours fragiles (Loved & Lost)
16. Révolution féminine ('Just Say Me)
17. Nouvelles relations (The Second Time Around)
18. Psy ou pas psy ? (Lets Try That Again)
19. Le Bal mère-fille (The Rhythm of Life)
20. À chacun ses erreurs (Mistakes Were Made)
21. Confrontations (Choices)
22. Mise au point (Good Girls & Boys)
23. Aux grands maux, les grands remèdes (I Got You, Babe)
24. L'Erreur (Ben There, Done That)

## Troisième saison (2010-2011)
1. Éternel recommencement (Do Over)
2. Face à ses responsabilités (Accentuate the Positive)
3. Départ forcé (Get Out of Town)
4. Ce n'est qu'un au revoir (Goodbye, Amy Juergens)
5. Le Choix d'Adriana (Which Way Did She Go?)
6. Une décision difficile (She Went That A'way)
7. New York, New York (New York, New York)
8. Silence (The Sounds of Silence)
9. Petits arrangements entre amis (Chicken Little)
10. Un Week-end inattendu (My Girlfriend's Back)
11. Le Jeu des sentiments (Lady Liberty)
12. Douceur et amertume (Sweet and Sour)
13. Nuit Blanche (Up All Night)
14. Les Règles de l'engagement (Rules of Engagement)
15. A qui faire confiance ? (Who Do You Trust)
16. Une mère de trop (Mirrors)
17. Devine qui ne vient pas dîner ce soir ? (Guess Who's Not Coming to Dinner)
18. L'Autre demande en mariage (Another Proposal)
19. Manipulations (Deeper and Deeper)
20. Indécis (Moving In and Out)
21. L'Amour n'a pas d'âge (Young at Heart)
22. Le Silence est d'or (Loose Lips)
23. Le Calme après la tempête (Round II)
24. Encore sûrs de rien (It's Not Over Till It's Over)
25. Être... (To Be…)
26. ...Ou ne pas être (…or Not To Be)

## Quatrième saison (2011-2012)
1. La Grande escapade  (When One Door Opens)
2. Incertitudes (Another One Closes)
3. Amours fragiles (When Opportunity Knocks)
4. Titre français inconnu (One Foot Out the Door)
5. Titre français inconnu (Hole in the Wall)
6. Titre français inconnu (Don't Go in There!)
7. Titre français inconnu (Cute)
8. Titre français inconnu (Dancing with the stars)
9. Titre français inconnu (Flip Flop)
10. Titre français inconnu (4-1-1)
11. Titre français inconnu (The Games We Play)
12. Titre français inconnu (Pomp)
13. Titre français inconnu (And Circumstance)
14. Titre français inconnu (Smokin' Like a Virgin)
15. Titre français inconnu (Defiance)
16. Titre français inconnu (They Gotta Eat)
17. Titre français inconnu (Suddenly This Summer)
18. Titre français inconnu (The Beach is Back)
19. Titre français inconnu (The Splits)
20. Titre français inconnu (Strange Familiar)
21. Titre français inconnu (Allies)
22. Titre français inconnu (The Text Best Thing)
23. Titre français inconnu (4SNP)
24. Titre français inconnu (Love is Love)

La deuxième partie de la quatrième saison (dès l'épisode 14) a repris le 26 mars 2012 sur ABC Family et au Canada sur ABC Spark.

## Cinquième saison (2012-2013)
Le 2 février 2012, ABC Family a renouvelé la série pour une cinquième saison dont la diffusion a débuté le 10 juin 2012, immédiatement après la finale de la quatrième saison.
1. titre français inconnu (To Begin With…)
2. titre français inconnu (Shotgun)
3. titre français inconnu (I Do and I Don't)
4. titre français inconnu (Lies and Byes)
5. titre français inconnu (Past History)
6. titre français inconnu (Holy Rollers)
7. titre français inconnu (Girlfriends)
8. titre français inconnu (Setting Things Straight)
9. titre français inconnu (Property Not for Sale)
10. titre français inconnu (Regrets)
11. titre français inconnu (Half Over)
12. titre français inconnu (Hedy’s Happy Holiday House)
13. titre français inconnu (To Each Her Own)
14. titre français inconnu (It's a Miracle)
15. titre français inconnu (Untying the Knot)
16. titre français inconnu (Shiny and New)
17. titre français inconnu (Fraid So)
18. titre français inconnu (Money for Nothin)
19. titre français inconnu (Interference)
20. titre français inconnu (First and Last)
21. titre français inconnu (All My Sisters With Me)
22. titre français inconnu (When Bad Things Happen to Bad People)
23. titre français inconnu (Caught in a Trap)
24. titre français inconnu (Thank You And Goodbye)